# Ouramdane Krim
Pour les articles homonymes, voir Krim.
Ouramdane Krim (En tamazight: Uremḍan Krim, en arabe : أورمضان كريم), né en 1958 au village de Tizra-Aissa à Aït Yahia Moussa dans la région de Draâ El Mizan en Kabylie où il est mort le 27 janvier 2018, est un écrivain algérien.

## Biographie
Né en 1958 au village de Tizra-Aissa à Aït Yahia Moussa pendant la Guerre d'Algérie, il est issu de la famille du chef nationaliste FLN, Krim Belkacem. Après l'indépendance de l'Algérie et à l'âgé de 9 ans, il rejoint l'école des Enfants de Chouhada à Larbaâ Nath Irathen, avant de rejoindre après ses études secondaires l'armée algérienne pour devenir commandant. En 2004 et après une carrière militaire, il prend sa retraite et après 2 ans, en 2006, il édite son premier roman Les incompris.
Le 27 janvier 2018, il meurt dans son village natal des suites d'une longue maladie.